# ستيوارت باركر (سياسي)
ستيوارت باركر هو سياسي كندي، ولد في 1972 في فانكوفر في كندا.